# فالمينير
فالمينير (بالفرنسية: Valmeinier)‏ هي بلدية تقع في فرنسا في Canton of Saint-Michel-de-Maurienne. يقدر عدد سكانها بـ 597 نسمة ومساحتها 54.26 كم2 .